# Esferorradiano

Representação gráfica de um esterradiano.

O esterradiano (símbolo: sr), ou esferorradiano, é a unidade de medida padrão no Sistema Internacional de Unidades para quantificar ângulos sólidos. Equivale ao
ângulo sólido formado por um cone tal que a área da esfera de raio unitário, cujo centro fica no ápice deste cone, tenha o valor de um metro quadrado.
O esterradiano é adimensional, dado que 1 sr = m²·m−2 = 1. É útil, contudo, distinguir as quantidades adimensionais de diferentes naturezas, daí que na prática o símbolo "sr" seja usado sempre que apropriado, em vez da unidade derivada "1". Por exemplo, a intensidade de radiação pode ser medida em watts por esterradiano (W·sr−1).
Trata-se do equivalente tridimensional do radiano, sendo definido como "o ângulo sólido subentendido no centro da esfera de raio r por uma porção de superfície de área r2". Dado que a área da superfície da esfera é 4πr², a definição implica que a esfera meça 4π esterradianos. No Brasil é usualmente designado por esferorradiano.

## Múltiplos SI
| Múltiplo | Nome              | Símbolo |
| -------- | ----------------- | ------- |
| 100      | esterradiano      | sr      |
| 10−1     | deciesterradiano  | dsr     |
| 10−2     | centiesterradiano | csr     |
| 10−3     | miliesterradiano  | msr     |
| 10−6     | microesterradiano | µsr     |
| 10−9     | nanoesterradiano  | nsr     |
| 10−12    | picoesterradiano  | psr     |
| 10−15    | femtoesterradiano | fsr     |

Nota: Como foi dito, os esterradianos nunca excedem 4π (aproximadamente 12,56637). Sendo assim, não fazem sentido os múltiplos superiores a 100 da unidade base em medidas práticas, de tal maneira que estes tipos de medidas tem poucas ou nenhuma utilização prática e são mais usados em conceitos matemáticos aos quais ordens superiores fazem sentido.